# 17P/Holmes

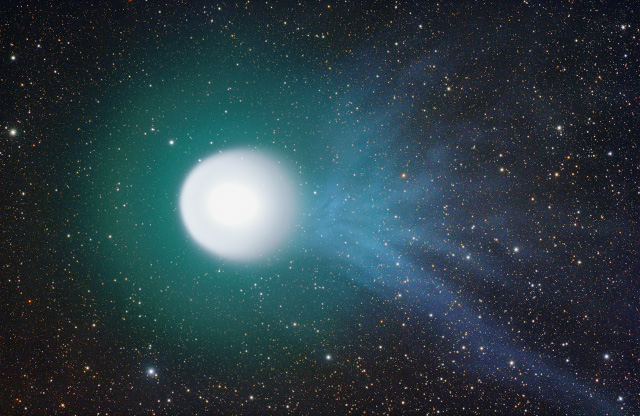
Cometa 17P/Holmes.

17P/Holmes é um cometa periódico de nosso sistema solar descoberto por um astrônomo amador inglês chamado Edwin Holmes em 6 de novembro de 1892. Em outubro de 2007, o cometa teve um brilho significante, da magnitude 17 para magnitude 2.8 em poucas horas.

## Descoberta
O cometa foi descoberto em 6 de novembro de 1892 por Edwin Holmes onde estava fazendo observações da Galáxia Andromeda (M31). Quando descoberto em 1892, o cometa estava perdendo magnitude como ficou até 2007. 17P/Holmes brilhou entre magnitude 4 ou 5 e ficou assim por muitas semanas.